# Sophie Traub
Sophie Traub (* 30. November 1988) ist eine kanadische Schauspielerin.

## Biografie
Traub ist 1988 geboren. Sie besuchte die Etobicoke School of the Arts in Toronto. Sie spielte bisher unter anderem Lucy im Kurzfilm Pink (2003). 2005 spielte sie June an der Seite von Johnny Knoxville in der Filmkomödie Daltry Calhoun. Ebenfalls 2005 hatte sie die Rolle der jungen Sylvia in Sydney Pollacks Die Dolmetscherin.
Eine weibliche Hauptrolle spielte sie an der Seite von Russell Crowe in Tenderness – Auf der Spur des Killers im Jahr 2009.
Sophie Traub wohnt zurzeit (2012) in Toronto, Ontario.

## Filmografie
- 2003: Pink – Regie: Ed Gass-Donnelly
- 2003: Radio Free Roscoe (Fernsehserie)
- 2005: Daltry Calhoun – Regie: Katrina Holden Bronson
- 2005: Die Dolmetscherin (The Interpreter) – Regie: Sydney Pollack
- 2009: Tenderness – Auf der Spur des Killers (Tenderness) – Regie: John Polson
- 2011: The Bend – Regie: Jennifer Kierans
- 2014: Thou Wast Mild and Lovely – Regie: Josephine Decker